# Problema del primer mundo
Los problemas del primer mundo son asuntos que resultan difíciles o problemáticos desde el punto de vista de aquellos que residen en los países más desarrollados (no necesariamente del primer mundo), pero que parecen triviales en comparación con las dificultades a las que se enfrentan los habitantes de países menos desarrollados.
La expresión se usa a menudo con desdén frente a quienes se quejan de sus problemas cotidianos en el primer mundo. Sin embargo, también es un concepto tratado por intelectuales y economistas en el estudio de las relaciones entre el primer, segundo y tercer mundo.

## Crítica
El filósofo esloveno Slavoj Žižek criticó el uso desdeñoso de la expresión en su libro Lacan: Los interlocutores mudos:

...de la crisis ecológica, de los nuevos racismos e intolerancias, etcétera, no puede parecer sino cínico a la vista de las crudas pobreza, hambre y violencia del Tercer Mundo; por otro lado, los intentos de desechar los problemas del Primer Mundo como triviales en comparación con las «reales» catástrofes permanentes del Tercer Mundo son imposturas no menores: centrarse en los «problemas reales» del Tercer Mundo es la forma última de escapismo, de evitación de la confrontación con los antagonismos en el seno de la propia sociedad.